# Crush (canción de Jennifer Paige)
«Crush» (en español: Aplastar) es una canción de la cantante estadounidense Jennifer Paige. La canción Teen Pop fue escrita por Andy Goldmark, Mark Mueller, Berny Cosgrove y Kevin Clark. Fue lanzado como el primer sencillo de su álbum debut, Jennifer Paige (1998). 

## Antecedentes y composición
En abril de 1998, poco después de que Paige grabara "Crush", el productor Andy Goldmark envió una copia de la canción a la prestigiosa estación de radio KIIS-FM en Los Ángeles. En la primera semana de mayo, KIIS-FM se convirtió en la primera estación en el mundo en la que se pudo escuchar la canción "Crush "y comenzó su ascenso meteórico en las listas de éxitos, sin la típica promoción o lanzamiento de una compañía discográfica. Los grandes sellos discográficos empezaron a mostrar interés en Paige, por lo que en junio de 1998, la cantante se encontraba a punto de firmar un contrato con Hollywood Records.
Encabezó las listas de éxitos en Australia, Canadá y Nueva Zelanda, mientras que alcanzó el número tres en el Billboard Hot 100 de Estados Unidos, donde permaneció durante cuatro semanas consecutivas en septiembre de 1998. En el Reino Unido, "Crush" alcanzó el número cuatro en la UK Singles Chart del Reino Unido, y también alcanzó el número cuatro en Francia. Se convirtió en un éxito entre los 10 primeros en al menos otros 11 países, incluidos Bélgica, Alemania, Irlanda, Italia, los Países Bajos, Noruega y España. En agosto "Crush" fue certificado con disco de oro, tras vender 500.000 copias.

## Formatos y canciones
| CD sencillo 1. «Crush» — 3:19 2. «Crush» (dance mix) — 3:16 CD maxi (Lanzado en el Reino Unido, 7 de julio de 1998) 1. «Crush» — 3:19 2. «Crush» (Dance Mix) — 3:16 3. «Crush» (Instrumental) — 3:19 | CD maxi - Remixes (Lanzado el 19 de octubre de 1998) 1. «Crush» (David Morales Radio Alt Intro) — 3:40 2. «Crush» (Tiefschwarz Radio Edit) — 3:49 3. «Crush» (David Morales Club Mix) — 7:10 4. «Crush» (Tiefschwarz Hollywood Extended) — 8:03 5. «Crush» (David Morales Alt Club Body) — 7:10 6. «Crush» (David Morales La Crush Dub) — 7:10 |

## Posicionamiento en listas y certificaciones
| Listas                                | Máxima posición |
| ------------------------------------- | --------------- |
| Alemania (Offizielle Deutsche Charts) | 15              |
| Australia (ARIA)                      | 1               |
| Austria (Ö3 Austria Top 40)           | 10              |
| Bélgica (Flandes) (Ultratop 50)       | 17              |
| Bélgica (Valonia) (Ultratop 50)       | 7               |
| Canadá (RPM Top Singles)              | 1               |
| Estados Unidos (Adult Contemporary)   | 23              |
| Estados Unidos (Adult Top 40)         | 19              |
| Estados Unidos (Billboard Hot 100)    | 3               |
| Estados Unidos (Mainstream Top 40)    | 3               |
| Francia (SNEP)                        | 4               |
| Irlanda (IRMA)                        | 6               |
| Nueva Zelanda (Recorded Music NZ)     | 1               |
| Noruega (VG-lista)                    | 6               |
| Países Bajos (Dutch Top 40)           | 6               |
| Países Bajos (Mega Single Top 100)    | 6               |
| Reino Unido (UK Singles Chart)        | 4               |
| Suecia (Sverigetopplistan)            | 14              |
| Suiza (Schweizer Hitparade)           | 12              |

| Listas (1998)                    | Posiciones |
| -------------------------------- | ---------- |
| Australia Singles Chart          | 7          |
| Bélgica (Wallonia) Singles Chart | 52         |
| Países Bajos Dutch Top 40        | 43         |
| Estados Unidos Billboard Hot 100 | 21         |
| Reino Unido Singles Chart        | 45         |

| País           | Certificaciones | Fecha                   | Ventas  |
| -------------- | --------------- | ----------------------- | ------- |
| Australia      | 2x Platino      | 1998                    | 140 000 |
| Francia        | Plata           | 30 de junio de 1999     | 125 000 |
| Reino Unido    | Plata           | 4 de septiembre de 1998 | 200 000 |
| Estados Unidos | Oro             | 28 de agosto de 1998    | 500 000 |